# Fluorid radnatý
Fluorid radnatý je anorganická sloučenina s chemickým vzorcem RaF2. Fluorid radnatý je stejně jako další soli radia silně radioaktivní. Fluorid radnatý má stejnou krystalovou strukturu jako fluorid vápenatý (fluorit).

## Příprava
Fluorid radnatý lze připravit reakcí kovového radia s fluorovodíkem:
Ra + 2 HF → RaF2 + H2